# Zeppelindorf

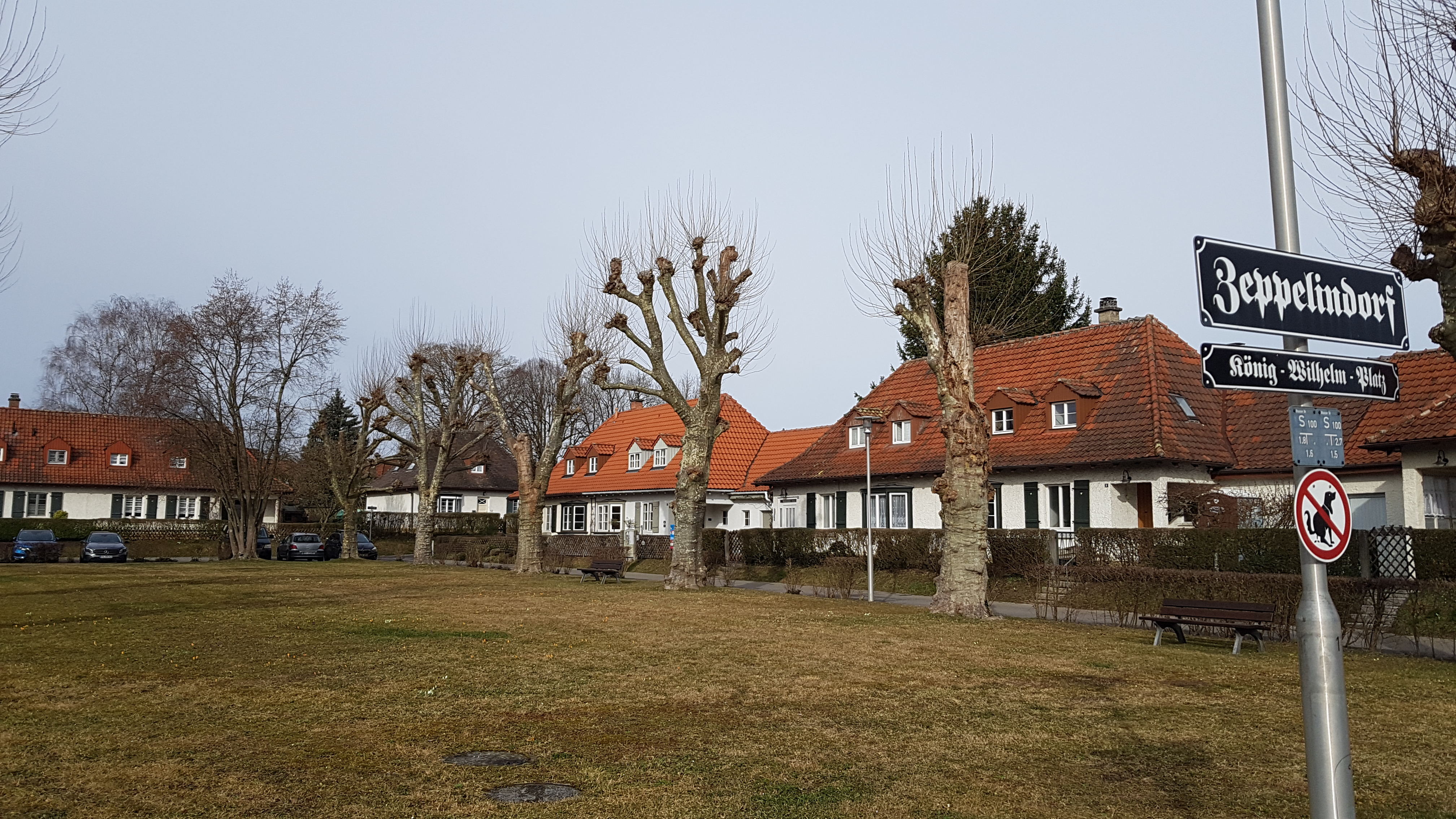
Zeppelindorf, 2020

Das Zeppelindorf ist eine Arbeitersiedlung und geschlossener Ortsteil von Friedrichshafen am Bodensee, die während des ersten Zeppelinbooms in den Jahren 1914 bis 1919 erbaut wurde. Die Siedlung wurde nahezu komplett unter Denkmalschutz gestellt.

## Geschichte
Die Stadt Friedrichshafen hatte noch um die Jahrhundertwende rund 4600 Einwohner, zu der mit der Gründung aller Firmen rund um die aufstrebende Luftfahrt bis 1910 bereits weitere 2500 Arbeiter hinzukamen.
1914 begann die Zeppelin-Wohlfahrt GmbH am Rande des Zeppelinwerftgeländes südlich des Dorfes Jettenhausen und nördlich von Friedrichshafen mit dem Bau einer Siedlung mit 33 Einfamilienhäusern und 79 Doppel- und Reihenhäusern.
Zum Konzept der Stuttgarter Architekten Paul Bonatz und Friedrich Eugen Scholer entstand eine Siedlung samt Consumanstalt, Zeppelin-Metzgerei und Gasthof. Zu der Besonderheit zählte der zu jedem Haus gehörende große Garten, der zur Selbstversorgung und Kleintierhaltung konzeptioniert wurde.
Während des Zweiten Weltkriegs wurde das Zeppelindorf stark beschädigt. Beim Wiederaufbau wurde darauf geachtet, dass der Gesamtcharakter der Siedlung weitgehend erhalten blieb.
Die seit 1991 unter Denkmalschutz stehende Arbeitersiedlung ist bis heute im Besitz der Zeppelin-Wohlfahrt und bis heute bewohnt. Bis auf zwei Reihenhäuser  ist sie im Originalzustand erhalten.

## Siedlungsmerkmale

### Architektur
Seit den 2000er Jahren wird nach und nach komplett renoviert und modernisiert, dabei jedoch die Gestaltung der Häuser, ihrer Fassaden und Gärten in der ursprünglichen Ausführung erhalten.

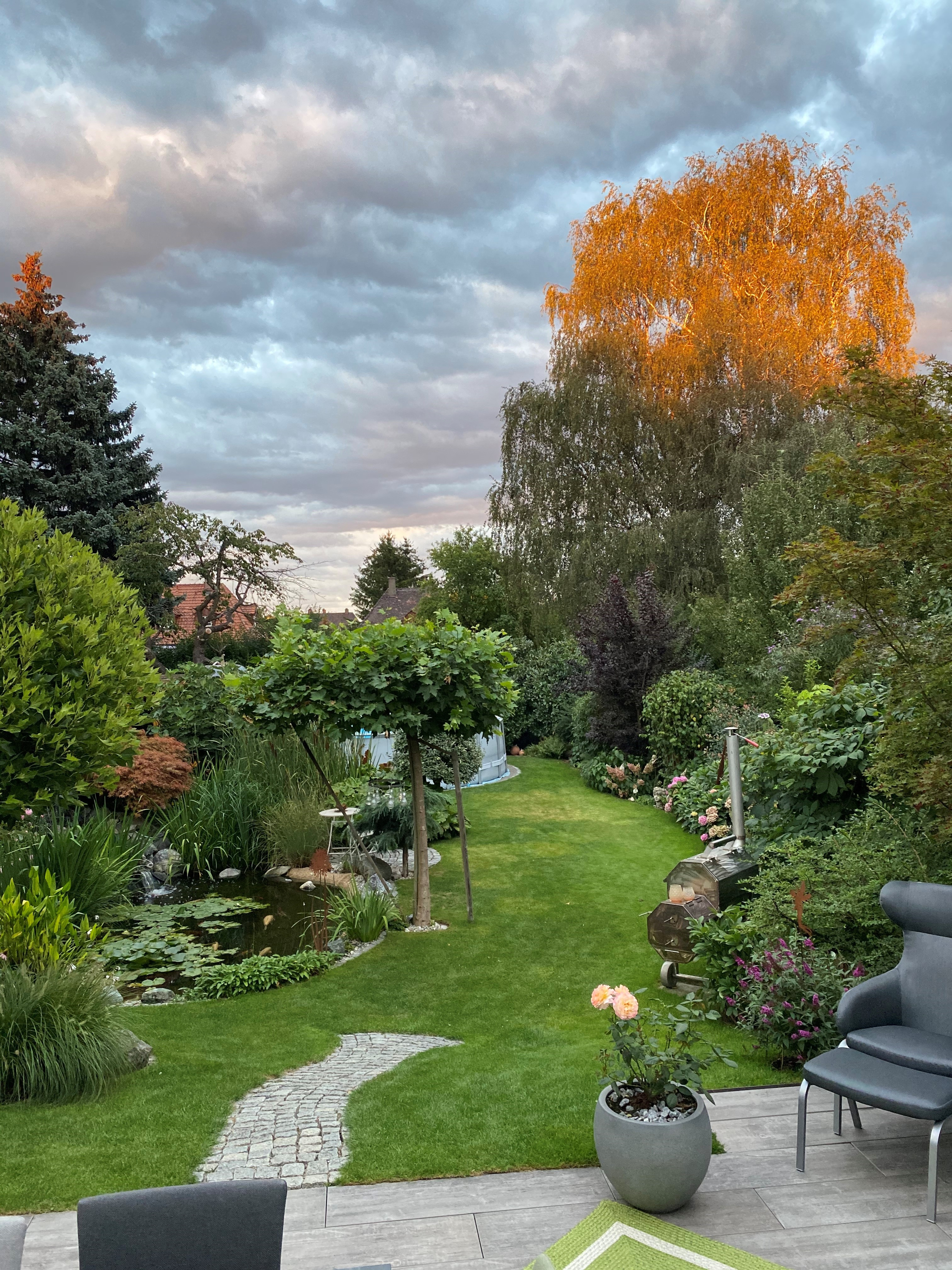
Mustergarten Familie Oswald 2022

### Wegenetz
Ein wesentliches Merkmal der denkmalgeschützten Siedlung ist das dichte, nicht asphaltierte und enge Fußwegenetz durch die Gärten. Die vorgeschrieben mittelhohen Heckenschnitte ermöglichen einen Einblick in die großräumigen Hinterhofgärten mit durchschnittlich zwischen 500 und 1000 m²

### Gartennutzung einst und heute
Der Bedarf an frischen Lebensmitteln für die Arbeiterschaft der Zeppelinunternehmen sorgte bei der Siedlungsplanung für große Selbstversorgergärten mit Kleintierhaltung. Dessen Bedeutung ist allerdings zur Jahrtausendwende nahezu verloren gegangen. Die Nutzung der Gärten als Obst- und Gemüsegarten und die Kleintierhaltung ist zwar erwünscht, besteht aber nur noch sehr vereinzelt. Heute dominiert Gartengestaltung das Siedlungsbild.

### Consumanstalt
Ende der 1990er Jahre schloss die ehemals als Lebensmittelnahversorgung eröffnete und später als Einzelhandelsladen betriebene Consumanstalt endgültig.

### Zeppelinmetzgerei
Ebenfalls schloss 2017 der ehemalige Schlachthof und Metzgerei in der Meistershofenerstraße. Derzeit wird die Räumlichkeit als Burgerbraterei betrieben.

### Gasthof Dorfkrug
Einzig der Gasthof Dorfkrug wird in seiner ursprünglichen Nutzung für bürgerliche Küche weiterhin genutzt. Der Tradition einer typischen Arbeitersiedlung folgend ist der Gasthof auch nach 100 Jahren noch häufiger Tagungsort des Ortsverbandes der SPD.

## Museum
Seit 2013 dient ein für den Museumsbetrieb originalgetreu renoviertes Gebäude am König-Wilhelm-Platz 12 als Schauhaus für gebuchte Führungen. Bestandteile des Museumshauses ist ebenfalls ein gepflegter Mustergarten in seiner einstigen Nutzung.

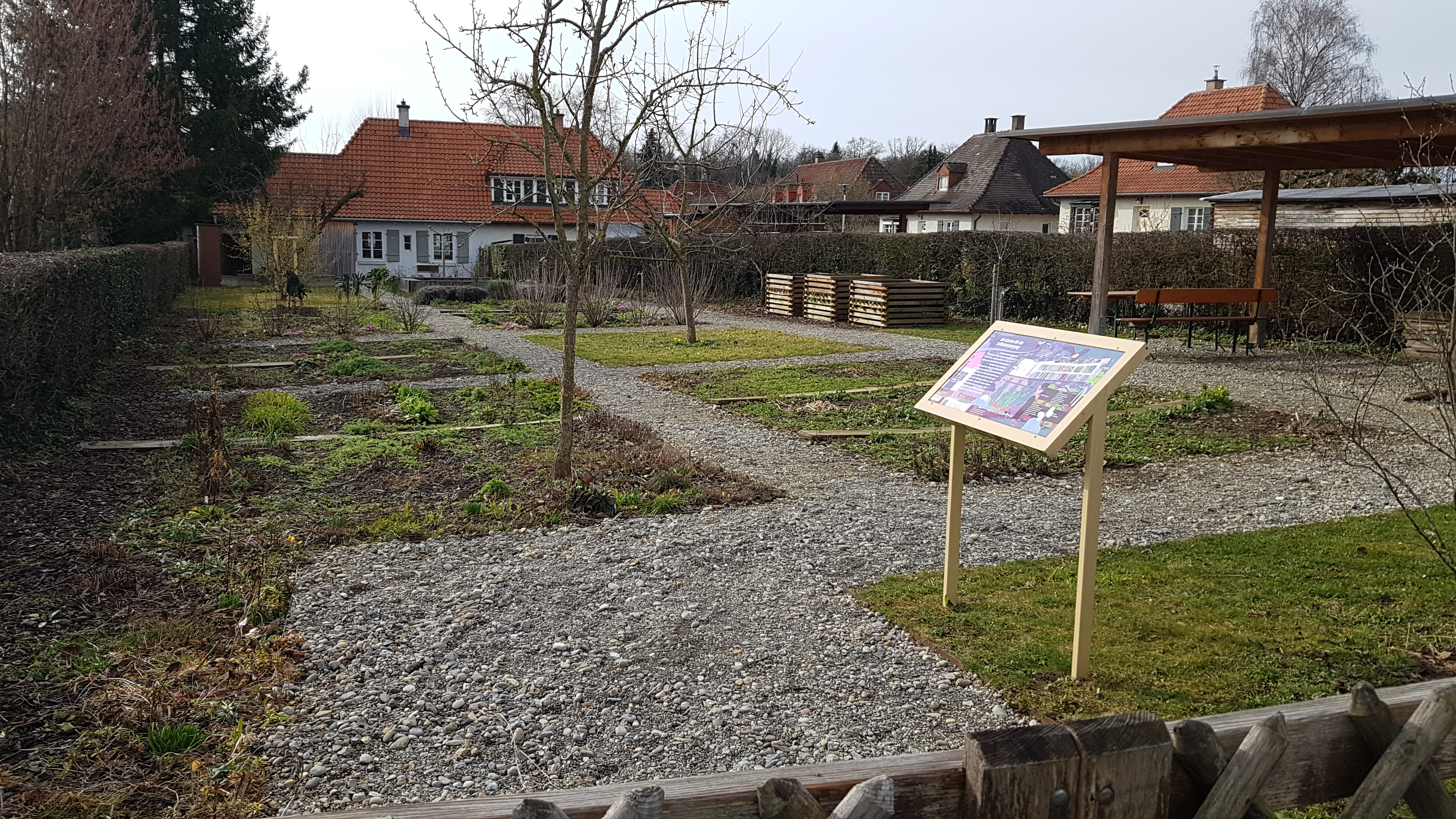
Museumsgarten des Zeppelindorfes